# Travelogue (Album)
Travelogue  ist das zweite Studioalbum der britischen Synthiepop-Band The Human League. Das Album ist das letzte in der Besetzung Philip Oakey, Ian Craig Marsh und Martyn Ware.

## Entstehung
Zwei der Aufnahmen des Albums entstanden nicht mit Koproduzent Richard Manwaring im Monumental Pictures Studio in Sheffield. Toyota City ist eine Mono-Aufnahme aus dem Jahr 1978. Die Neuaufnahme von Being Boiled entstand unter der Produktion von John Leckie für die EP Holiday ’80. Neben Eigenkompositionen sind auf dem Album auch das von Jeff Wayne komponierte Gordon’s Gin und das aus der Feder von Mick Ronson und Scott Richardson stammende Only After Dark vertreten, mit dem der britische Gitarrist nach der Auflösung von David Bowies Begleitband The Spiders From Mars seinen ersten Soloerfolg erzielte.

## Rezeption
William Ruhlmann rezensierte das Album für die Musikdatenbank Allmusic und meint, dass sich bereits zu diesem Zeitpunkt die Synthesizertexturen der Band und Oakey's manierierte Stimme zu einer Poprichtung hinwendeten. Viel von diesem Album behielte jedoch den strengen Ton früherer Synthesizergruppen wie Kraftwerk und Tangerine Dream. Christian Graf meint im Rockmusiklexikon, das Album zelebriere „den Widerspruch zwischen Mensch und Maschine in sanft-süßen und gleichzeitig schrillen, unorthodoxen Melodien.“ und spielt dabei auf das Kraftwerk-Album Die Mensch-Maschine an.

## Titelliste
| #   | Titel                  | Autor(en)                  | Länge |
| --- | ---------------------- | -------------------------- | ----- |
| 1.  | The Black Hit of Space | Ware, Marsh, Oakey, Wright | 4:11  |
| 2.  | Only After Dark        | Richardson, Mick Ronson    | 3:51  |
| 3.  | Life Kills             | Ware, Marsh, Oakey, Wright | 3:08  |
| 4.  | Dreams of Leaving      | Ware, Marsh, Oakey, Wright | 5:52  |
| 5.  | Toyota City            | Ware, Marsh, Oakey, Wright | 3:21  |
| 6.  | Crow and a Baby        | Ware, Marsh, Oakey, Wright | 3:43  |
| 7.  | The Touchables         | Ware, Marsh, Oakey, Wright | 3:21  |
| 8.  | Gordon’s Gin           | Wayne                      | 2:59  |
| 9.  | Being Boiled           | Marsh, Oakey, Ware         | 4:22  |
| 10. | W.X.J.L. Tonight       | Ware, Marsh, Oakey, Wright | 4:46  |